# Parafia Niepokalanego Serca Maryi w Kolonowskiem
Parafia Niepokalanego Serca Maryi w Kolonowskiem – jest rzymskokatolicką parafią dekanatu Zawadzkie. Parafia została utworzona w 1942 roku. Kościół został zbudowany w latach 1949–1954. Mieści się przy ulicy Leśnej.